# 中鹿追駅
中鹿追駅（なかしかおいえき）は、かつて北海道河東郡鹿追町鹿追にあった北海道拓殖鉄道の駅である。同鉄道の廃止に伴い廃駅となった。

## 概要
鹿追市街地の南端に開設された停留場。鹿追市街としては当鉄道2つ目の駅で、町役場や郵便局、図書館、中学校、高等学校などの公共及び文教施設への最寄り駅であった。

## 歴史
- 1961年（昭和36年）以前 - 停留場（簡易駅）として開設[1]。旅客駅。
- 1968年（昭和43年）
  - 2月10日 - 屈足 - 瓜幕間休止に伴い営業休止。
  - 10月1日 - 北海道拓殖鉄道廃止に伴い廃駅。

## 駅名の由来
当地の地域名「鹿追」の由来は鹿追駅参照。当駅の所在地は鹿追であるが、すぐ東に隣接する地区名の中鹿追を採用。

## 駅周辺
営業時期が異なるため同時期には存在していないが、1951年（昭和26年）まで、然別川に掛かる万代橋を挟んで十勝鉄道清水部線（旧・河西鉄道）の鹿追駅が対岸にあった。
元々当市街は現在の国道274号と道道133号の交差点を中心として発展した。公共機関が周辺に多いのはこのためであり、対して当鉄道の鹿追駅周辺は市街地から外れた新興地区であった。
- 北海道鹿追高等学校
- 鹿追中学校（当鉄道廃線後に旧鹿追駅付近へ移転）
- 鹿追小学校
- 鹿追町役場
- 鹿追郵便局
- 国道274号
- 北海道道133号音更新得線
- 道の駅しかおい

## 廃止後の現状
跡地は鹿追町役場の敷地の一部となっている。

## 隣の駅
北海道拓殖鉄道
北海道拓殖鉄道線
新幌内駅 - 中鹿追駅 - 鹿追駅